# Corazón de María (telenovela)

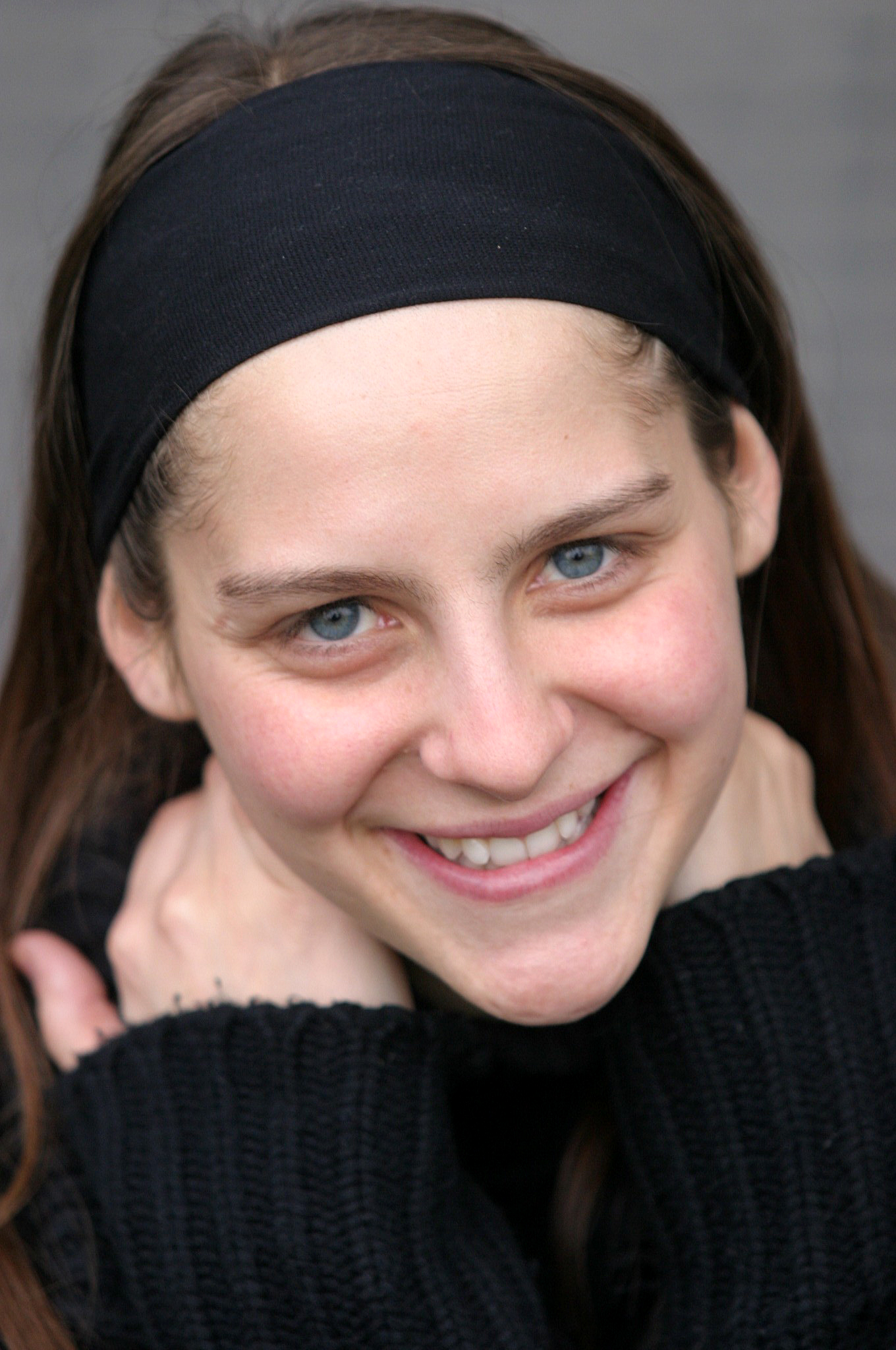
F_lewin

Corazón de María es una telenovela chilena creada por Perla Devoto en conjunto a Maité Chapero y transmitida por Televisión Nacional de Chile desde el 12 de marzo hasta el 3 de septiembre de 2007, entrando como reemplazo de Floribella y teniendo como sucesora a Amor por accidente. La historia aborda la temática del trasplante de órganos; la asunción de paternidad de una muchacha por parte de un sacerdote; y el tráfico de mujeres rusas. Es protagonizada por Francisca Lewin, Néstor Cantillana y Ricardo Fernández.

## Argumento
Una delicada cadena con un corazón de fantasía fue el punto de partida de una de las historias de amor más intensas de las producciones dramáticas de los últimos tiempos. Un hombre, Miguel, perdió a su mujer en un trágico accidente automovilístico a solo horas de haberse casado. Sin embargo, el corazón de María siguió latiendo en el cuerpo de otra. Un trasplante fue el hecho que marcó para siempre la muerte de María y que fue sinónimo de una nueva vida para Elisa.

## Historia
Miguel (Néstor Cantillana) es un joven aprendiz de chef quien a solo horas de haberse casado con su amada María (Fernanda Urrejola) sufre un trágico accidente automovilístico en el que María muere. Después de la consternación, Miguel decide dejar Valdivia y emigra a Santiago en busca de nuevos horizontes.
En la capital lo recibirán sus tíos, una pareja de prósperos feriantes que harán todo lo posible por alegrarle la vida. Será en la feria, un año más tarde y el mismo día del aniversario de la muerte de María, donde Miguel se reencontrará con el amor. Bastará un roce de manos de una desconocida para que Miguel sienta cómo su corazón vuelve a latir. Lo que él no sabe es que esa mujer que cambiará su vida es nada menos que Elisa (Francisca Lewin), la joven que en un trasplante recibió el corazón de María. Sin darse cuenta, ni entender mucho por qué, ambos jóvenes se verán envueltos en un torbellino de pasiones que no solo tendrá que sobreponerse a las diferencias sociales, sino que al compromiso de Elisa con Alonso (Ricardo Fernández). Un hombre que además de ser su médico de cabecera está dispuesto a todo con tal de conservar a su pareja.
En esta lucha por el amor Alonso será apoyado por Leonor (Liliana Ross), su madre, una mujer soberbia y dura que intentará manejar los destinos de quienes la rodean, sin importar el costo de sus acciones. Pero también estará su hermano Mateo (Francisco Reyes), un cura que luego de 25 años misionando en África vuelve a Chile, donde descubrirá un secreto que cambiará su vida.
Será la parroquia de San Expedito, de la cual Mateo es párroco, el escenario perfecto para el reencuentro de Mateo y Dalila (Amparo Noguera), quienes ya adultos, deberán reconocer el romance que tuvieron cuando él era un joven de clase alta preocupado de pasarlo bien y ella, la empleada de su casa. Pero las cosas han cambiado, han pasado los años y Dalila es hoy presidenta de la feria, tiene dos hijos universitarios y un próspero pasar económico. Recién separada de su marido «Sansón» (Mauricio Pešutić), un machista incorregible, Dalila verá como su mundo comienza a tambalear ante la llegada de Mateo.

## Reparto
El elenco dirigido por Vicente Sabatini está conformado por:
- Francisca Lewin como Elisa Lamarca[3]
- Néstor Cantillana como Miguel Villa
- Ricardo Fernández como Alonso García
- Francisco Reyes como Mateo García[4]
- Amparo Noguera como Dalila Peñafiel
- Mauricio Pešutić como Sansón Ceballos
- Alfredo Castro como Vladímir Tapia
- Delfina Guzmán como Magdalena Rossi
- Luis Alarcón como Pedro Lamarca
- Liliana Ross como Leonor Bustamante
- José Soza como Nicomedes Chandía
- Paz Bascuñán como Yasna Ceballos
- Álvaro Morales como Gonzalo Montes
- Catalina Guerra como Lucía Collao
- Marcelo Alonso como Boris Tapia
- Patricia López como Amneris Zúñiga
- Álvaro Espinoza como Patricio Chandía
- Roxana Campos como Carmen Astudillo
- Rodrigo Pérez como Luis Orellana
- Óscar Hernández como Tirso Bizama
- Luz Jiménez como Alicia Garrido
- Daniela Lhorente como Marcela Zúñiga
- Diego Casanueva como Roberto Ceballos
- Emilia Noguera como Francisca Lamarca
- Begoña Basauri como Sandra Orellana
- Bárbara Ruiz-Tagle como Irina Romanova

## Producción
Equipo
- Productor ejecutivo y director general: Vicente Sabatini
- Productor general: Patricio López
- Autor(es): Perla Devoto, Maite Chapero
- Libretista: Alejandro Cabrera
- Director(es): Patricio González, Claudio López de Lérida
- Productor(es): Verónica Brañes, Carolina Aguirre
- Fotografía: Beltrán García
- Escenografía: Leticia Kausel
- Iluminación: Raúl Barrera
- Vestuario: Pablo Núñez
- Estilista: José Luis Retamal
- Maquillaje: Ana Droguett
- Editor(es): Miguel Garrido, Jaime Pagani
- Musicalizador(es): Eduardo Garrido, Marco Tapia

## Audiencia
| Horario               | # Eps. | Estreno             | Estreno         | Final                   | Final           | Posición  | Temporada | Promedio Final |
| Horario               | # Eps. | Data                | Primer capítulo | Data                    | Último capítulo | Audiencia | Temporada | Promedio Final |
| --------------------- | ------ | ------------------- | --------------- | ----------------------- | --------------- | --------- | --------- | -------------- |
| lunes a viernes 20:00 | 122    | 12 de marzo de 2007 | 23,9            | 3 de septiembre de 2007 | 23,3            | 1         | 2007      | 21,4           |

## Banda sonora
| Intérprete         | Tema                        | Personaje(s)                  | Actor(es)                           |
| ------------------ | --------------------------- | ----------------------------- | ----------------------------------- |
| Mario Guerrero     | Amanecí entre tus brazos    | Tema central / Miguel y Elisa | Néstor Cantillana y Francisca Lewin |
| Axel               | Qué estás buscando de mí    | Alonso y Elisa                | Ricardo Fernández y Francisca Lewin |
| Sin Bandera        | Si tú no estás aquí         | Miguel                        | Néstor Cantillana                   |
| Benjamín           | No soy el aire              | Pedro y Leonor                | Luis Alarcón y Liliana Ross         |
| Luis Fonsi         | Por ti podría morir         | Gonzalo y Lucía               | Álvaro Morales y Catalina Guerra    |
| Luciano Pereyra    | Porque aún te amo           | Pato y Yasna                  | Álvaro Espinoza y Paz Bascuñán      |
| Diego Boneta       | mas                         | Miguel y Yasna                | Néstor Cantillana y Paz Bascuñán    |
| Los Ángeles Negros | Como quisiera decirte       | Nicomedes y Alicia            | José Soza y Luz Jiménez             |
| Julieta Venegas    | Limón y sal                 | Boris y Marcela               | Marcelo Alonso y Daniela Lhorente   |
| Gilda              | Se me ha perdido un corazón | Amneris                       | Patricia López                      |
| Bebe               | Ella                        | Dalila                        | Amparo Noguera                      |
| Camilo Sesto       | Que más te da               | Yasna                         | Paz Bascuñán                        |

## Adaptaciones
- Serdtse Marii (en cirílico: Сердце Марии): Adaptación rusa transmitida por Piervy Kanal entre 2010 y 2011. Es protagonizada por Anton Makarsky, Olga Ivanova y Dmitry Mulyar. Esta versión también fue emitida en Ucrania en 2012.

## Retransmisiones
Corazón de María fue retransmitida en una única ocasión en 2010 por la señal nacional de TVN.